# Бранивојевићи
Бранивојевићи су били српска властелинска породица која је у другој половини XIII и првој трећини XIV века владала Хумом. Њен родоначелник био је властелин Бранивоје који је од краља Милутина (1281 — 1321) добио на управу Стон и Пељешац. После Милутинове смрти, они су се практично отцепили од Краљевине Србије, после чега су отпочели ширење својих поседа. Током тог ширења сукобили су се са баном Босне Стефаном II (1322 — 1353) и Дубровачком републиком и у том сукобу су 1326. године уништени. Бранивојевићи су нападнути од стране Дубровника и Босне уместо Стефана.

## Успон и ширење поседа
Родоначелник Бранивојевића био је властелин Бранивоје који је током Милутинове владавине добио на управу Стон и Пељешац. После Милутинове смрти у краљевини Србији избили су сукоби око власти између Стефана (1321 — 1331), Константина и Владислава који су се окончали Стефановом победом. Током тих сукоба, Бранивојевићи су се практично отцепили и започели самосталну управу у својим земљама. Поред тога они су отпочели ширење својих поседа на Попово поље и долину Неретве овладавши ускоро целим Хумом. У том периоду они су се родбински повезали са својим суседима Војиновићима који су владали облашћу око Гацког, женидбом најмлађег Бранивојевог сина Брајка и ћерке војводе Војина Војиславе. Током 1325. године Бранивојевићи упадају на просторе Дубровачке републике пљачкајући имања око Дубровника, а тајно им је војну подршку у томе, пружио им и војвода Војин.

## Пропаст Бранивојевића
Пљачкање околине Дубровника и ширење Бранивојевића довело их је у отворени сукоб са баном Стефаном II и Дубровачком републиком, због чега бан Босне 1326. године покреће уз подршку републике војну акцију против њих. Током тих сукоба Бранивојевићи су потучени и приморани на повлачење.Бранко је пребегао у краљевину Србију код краља Стефана, док су Брајка са женом Војиславом Војиновић Дубровчани заробили у околини Стона, док је Михајло у то доба погинуо у сукобима.
Краљ Стефан је одбио да пружи помоћ Бранку, већ га је због издаје заробио и затворио у Котору. Он је убрзо у тамници убијен, по налогу Дубровачке републике која је подмитила његове тамничаре. Његов брат Брајко, који се налазио у дубровачком заробљеништву је затворен у метални кавез и изложен на градском тргу на коме је остао све док није умро од глади, чиме је уништена породица Бранивојевића. Његову жену Војиславу Војиновић је током априла 1326. године из заробљеништва успео да ослободи млади краљ Душан (1331 — 1354).

## Припадници Бранивојевића
- Властелин Бранивоје
  - Михајло Бранивојевић (?-1326)
  - Бранко Бранивојевић (?-1326)
  - Брајко Бранивојевић (?-1326) (ожењен Војиславом Војиновић)